# Lech Poznań (szachy)
Lech Poznań – założony w 1927 roku klub szachowy, mistrz Polski 1987. Od 2005 roku działa jako Klub Szachowy Lech-WSUS.

## Historia
Sekcja szachowa TS Liga Poznań powstała w 1927 roku. W 1956 roku klub, działający wówczas pod nazwą „Kolejarz”, zadebiutował w I lidze. W 1957 roku zmieniono nazwę klubu na „Lech”. W sezonie 1987 drużyna Lecha w składzie: Paweł Stempin, Ryszard Bernard, Zbigniew Doda, Jacek Woda, Dominik Pędzich, Piotr Jezierski i Ewa Kaczmarek zdobyła mistrzostwo Polski. W 1996 roku sekcja szachowa została wcielona do stowarzyszenia KTKFiT i występowała jako Błękitny Express Lech. W 2005 roku ze sponsorowania klubu wycofała się spółka PKP. Nowym sponsorem klubu została Wyższa Szkoła Umiejętności Społecznych, w efekcie czego zmieniono nazwę na Lech-WSUS.

## Wyniki w I lidze
| Rok  | Miejsce                 | Wynik |
| ---- | ----------------------- | ----- |
| 1956 | liga dojazdowa          | 10    |
| 1961 | Wrocław                 | 11    |
| 1963 | Wisła                   | 12    |
| 1965 | Kraków                  | 12    |
| 1966 | Warszawa                | 5     |
| 1967 | Warszawa                | 8     |
| 1969 | Wrocław                 | 9     |
| 1970 | Poznań                  | 5     |
| 1971 | Wisła                   | 11    |
| 1973 | Bydgoszcz               | 5     |
| 1974 | Poznań                  | 7     |
| 1975 | Augustów                | 8     |
| 1976 | Ciechocinek             | 12    |
| 1978 | Szeligi                 | 12    |
| 1985 | Międzybrodzie Żywieckie | 3     |
| 1986 | Kozubnik                | 10    |
| 1987 | Jachranka               | 1     |
| 1988 | Krynica                 | 4     |
| 1989 | Łeba                    | 3     |
| 1990 | Bydgoszcz               | 15    |